# Désiré Michel Vesque
Pour les articles homonymes, voir Vesque.
Désiré Michel Vesque, né le 19 novembre 1817 à Honfleur et mort le 10 juillet 1858, est un prélat missionnaire français, évêque de Roseau, capitale de la Dominique dans les Caraïbes.

## Biographie

### Jeunesse et formation
Désiré Michel Vesque est né à Honfleur, au no 27 de la rue du Puits, le 29 novembre 1817. Il est baptisé le même jour à l'église Sainte-Catherine. Issu d'une famille nombreuse, il est envoyé au petit séminaire de Lisieux, où il est considéré comme un excellent élève par ses professeurs comme par ses pairs.

### Carrière religieuse
Ordonné prêtre en 1840, il est d’abord nommé vicaire de la paroisse Sainte-Catherine, sa paroisse d’origine. Cependant, il se sent appelé à la mission, et après un essai infructueux chez les Missions étrangères de Paris, il rejoint finalement les Pères Missionnaires de Notre-Dame de la Délivrande (en) à Douvres-la-Délivrande en 1848. Il est ensuite nommé chapelain des Sœurs de Notre Dame de Fidélité à Norwood, en Angleterre.

### Épiscopat
Il est nommé évêque de Roseau, dans les Caraïbes le 19 août 1856 et est consacré le 26 septembre de la même année par Nicholas Wiseman, archevêque de Westminster, Thomas Grant, évêque de Southwark et Charles-Nicolas-Pierre Didiot, évêque de Bayeux et Lisieux. Avant son départ, il retourne à Honfleur où il célèbre une messe le 25 novembre, puis dit adieu à sa famille et à sa paroisse. Cependant, sa santé décline peu après son arrivée dans son diocèse, vraisemblablement en raison du climat tropical, et il décède finalement le 10 juillet 1858, à l'âge de 40 ans, après un peu plus d’un an d’épiscopat.

## Héritage
Sa croix pectorale, qui lui avait été offerte par les paroissiens de Honfleur, est retrouvée en vente sur eBay en juillet 2021 et est acquise par le curé de la paroisse Notre-Dame de l'Estuaire de Honfleur.